# Neolaparus apertus
Neolaparus apertus är en tvåvingeart som först beskrevs av Karsch 1886.  Neolaparus apertus ingår i släktet Neolaparus och familjen rovflugor.
Artens utbredningsområde är Gabon. Inga underarter finns listade i Catalogue of Life.